# Gam
Gram (bắt nguồn từ từ tiếng Pháp gramme /ɡʁam/), còn gọi là gờ ram, cờ ram, là đơn vị đo khối lượng bằng 1/1000 kilôgam. Trong hệ đo lường quốc tế SI, gam là đơn vị đo được suy ra từ đơn vị cơ bản kilôgam theo định nghĩa trên.
Định nghĩa ban đầu của gam khởi đầu từ năm 1975 là khối lượng nước nguyên chất có thể tích bằng một khối lập phương có cạnh 1x1x1 cm (cen-ti-mét) ở nhiệt độ nước đá bắt đầu tan chảy. Ban đầu nhiệt độ chuẩn được quy định tại 0 độ C nhưng sau đó đã được thay đổi lại thành 4 độ C - là nhiệt độ tại đó các phân tử nước cô đặc nhất.

## Một số giá trị quy đổi khối lượng tương đương
- 1 gram = 5 carat
- 1 gram = 15,4324 grain
- 1 gram = 0,0352736 ounce avdp (oz)
- 1 gram = 0,0321492 ounce troy (ozt)
- 1 gram = 0,643014 pennyweight